# Die letzte Flut
Die letzte Flut ist ein australischer Thriller, der sowohl Elemente des Horrorfilms als auch des Folk Horror enthält, von Peter Weir aus dem Jahre 1977. Kinostart in Deutschland war am 15. September 1978.

## Handlung
Der Rechtsanwalt David Burton soll im australischen Sydney die vorgeblichen Mörder eines Aborigines verteidigen. Als er sich mit dem Fall näher befasst, wird er von unheimlichen Träumen heimgesucht, in denen auch immer wieder ein mysteriöser Eingeborener auftaucht und seltsame Kultsteine der Eingeborenen.
Gleichzeitig mehren sich in Sydney unerklärliche Naturerscheinungen, wie schwarzen Regen und Hagelstürme trotz wolkenlosem Himmel. Selbst in seiner Wohnung findet Burton Wasserlachen. Bei der Untersuchung des Mordopfers wird Wasser in der Lunge festgestellt – dieser Mann war anscheinend ertrunken. Doch Burtons Argumentation und dem Stammesrecht kann das weiße Gericht nicht folgen und es verurteilt die Eingeborenen.
Von seinem Vater erfährt Burton, dass er das „zweite Gesicht“ besitzt, eine Gabe, die Zukunft zu sehen. Und dann lernt Burton den Mann aus seinen Träumen kennen, den Eingeborenen Chris Lee, der ihn über die Kanalisation zu den Kultstätten seiner Vorfahren führt, wo es einen in Stein gemeißelten Kalender gibt. Schon vor 50.000 Jahren gab es Eingeborene, die ebenfalls die Zukunft sehen konnten, und die, wie Burton, eine apokalyptische Katastrophe vorhergesehen hatten. Als Burton in Panik aus der Kultstätte nach draußen flieht, rast bereits eine riesige Wasserwand auf Sydney zu.

## Kritiken
„Ähnlich wie der ein Jahr zuvor entstandene Picknick am Valentinstag ist auch Die letzte Flut ein mystischer Thriller voller bestechender Bildkompositionen. […] (Weir) schafft eine eigentümliche Atmosphäre, so daß sich das Gefühl von bestürzender Ohnmacht angesichts überirdischer, unbekannter Mächte und Kräfte überzeugend auf den Zuschauer überträgt.“

„Mit intellektueller Ernsthaftigkeit und inszenatorischem Können gestaltete beklemmende Vision der Apokalypse. – Sehenswert ab 16.“

„Die letzte Flut besitzt all diejenigen Qualitäten, die einen guten fantastischen Film ausmachen … (Regisseur) Weir ist es gelungen, die Glaubenswelt, die Rituale und Stammeszeichen australischer Ureinwohner für unsere Sinne erschließbar zu machen … Als Resultat hat er ein Werk von einmaliger Faszination geliefert.“

## Auszeichnungen
Die Filmbewertungsstelle Wiesbaden vergab das Prädikat besonders wertvoll.
- 1977 wurde Regisseur Peter Weir als Bester Regisseur für einen Saturn Award nominiert. Der Film erhielt eine Nominierung in der Kategorie Bester Fantasy Film.
- 1978 gewann der Film zwei Preise bei den AFI Awards. Kameramann Russell Boyd erhielt einen Preis in der Kategorie Best Achievement in Cinematography, des Weiteren wurde der Film für den Sound geehrt.